# Svalövs samrealskola
Svalövs samrealskola var en realskola i Svalöv verksam från 1923 till 1971.

## Historia
Skolan inrättades 1921 som högre folkskola, vilken till höstterminen 1923 ombildades till en kommunal mellanskola. Denna ombildades från 1944 successivt till Svalövs samrealskola.
Realexamen gavs från 1924 till 1971.